# Михайлов, Василий Александрович
Васи́лий Алекса́ндрович Миха́йлов (1924, Алферово, Ярославская губерния — не ранее 1987) — сержант, полный кавалер ордена Славы.

## Биография
Василий Александрович Михайлов родился в 1924 году в деревне Алферово (ныне — в Мышкинском районе Ярославской области). Окончил 7 классов, работал слесарем.
В августе 1942 года Сталинским РВК города Рыбинск (Ярославская область) был призван в ряды Красной Армии.
Сержант В. А. Михайлов, будучи наводчиком противотанкового орудия 23-го стрелкового полка 51-й стрелковой дивизии, в бою с 29 апреля по 2 мая 1944 года, работая с прямой наводки, выпустил по противнику до 300 снарядов, рассеяв и уничтожив при этом более солдат противника. Утром 1 мая при отражении контратаки был ранен. Приказом командира 51-й стрелковой дивизии № 68 от 15 мая 1944 награждён орденом Славы 3-й степени.
В боях с 24 апреля по 2 мая 1944 года выпустил по противнику 200 снарядов, уничтожил при этом блиндаж противника. Будучи раненым, продолжал бой более суток. Приказом командира 51-й стрелковой дивизии № 71 от 18 мая 1944 награждён орденом Славы 3-й степени.
В последующих боях, выводя орудие на кратчайшую дистанцию, прямой наводкой уничтожил два станковых пулемёта с расчётами, подавил огонь противотанковой пушки, уничтожил до 20 вражеских солдат. Приказом ВС 6 гвардейской армии 1-го Прибалтийского фронта № 228/н от 20 сентября 1944 награждён орденом Славы 2-й степени.
12 сентября 1944 года медицинской комиссией при эвакогоспитале № 3825 был признан ограниченно годным к военной службе вследствие перенесённых двух ранений в голову.

## Семья
Мать — Пелагея Николаевна (р. 1894)
- брат Михаил (р. 1931);
- сёстры Нина (р. 1929), Мария (р. 1934), Валентина (р. 1939)[2].

## Награды
- Медаль «За отвагу» (6.02.1944)[6][7].
- Орден Славы 2-й (20.9.1944)[5], 3-й (15.5.1944)[3] и 3-й (18.5.1944)[4] степеней; 19 апреля 1996 года степень ордена Славы, вручённого приказом от 18.5.1944, изменена на первую[8].
- Медаль «За победу над Германией» (9.5.1945)[9]
- Орден Отечественной войны I степени (21.02.1987)[1]